# Parahindoloides
Parahindoloides is een geslacht van halfvleugeligen uit de familie Clastopteridae. De wetenschappelijke naam van dit geslacht is voor het eerst geldig gepubliceerd in 1951 door Lallemand.

## Soorten
Het geslacht Parahindoloides  is monotypisch en omvat slechts de volgende soort:
- Parahindoloides lumuana Lallemand, 1951